# Пиер Певел
Пиер Певел (на френски: Pierre Pevel) е френски журналист, сценарист, преводач и писател на бестселъри в жанра историческо фентъзи и научна фантастика. Писал е и под псевдонима Пиер Жак (Pierre Jacq).

## Биография и творчество
Пиер Певел е роден на 27 септември 1968 г. в Нанси, Франция. Като син на военен отраства на различни места. През 1984 г. завършва Френския лицей в Берлин. Завършва езиковата гимназия „Анри Поанкаре“ в Нанси. Отначало работи като сценарист и автор на ролеви игри, а също и като журналист.
Кариерата си на писател започва под псевдонима Пиер Жак. Първият му роман „Les ombres de Wielstadt“ от поредицата „Сенките на Вилщад“ е публикуван през 2001 г. Действието се развива в началото на 16 век във Вилщад, където мистериозният рицар Канц използва свръхестествените си способности, за да защити града от нападение на дракон живеещ в планината и да даде отпор на конспирации от мощни демоничните сили и служители, които работят за сенчестия фемически съд. Романът е удостоен с Голямата френска награда за фентъзи „Имажинер“.
През 2007 г. е публикуван първият му роман „Остриетата на Кардинала“ от едноименната поредица. Действието на романа се развива в Париж през 1633 г. когато Луи XIII е крал на Франция, а страната се управлява от кардинал Ришельо. Тайнствено братство иска съюз с враговете на Франция – Испания и нейния Драконов двор, а срещу тях Ришельо изправя свиква своя елитен отряд мускетари – Остриетата на Кардинала. Книгата става международен бестселър и е удостоена с престижни награди за фентъзи. През 2014 г. поредицата е адаптирана в ролева игра.
През 2010 г. е публикуван романът му „Рицарят“ от поредицата „Върховното кралство“. Рицарят Лорн Аскариан, в чиито вени тече черната кръв на обречените герои, е назначен за първи рицар и трябва да спасява кралството на крал Ерклант от външни и вътрешни врагове, династични междуособици, и опасни дракони.
Пиер Певел живее в Нанси.

## Произведения

### Самостоятелни романи
- Viktoria 91 (2002)

### Серия „Сенките на Вилщад“ (Wielstadt)
1. Les ombres de Wielstadt (2001) – награда „Имажинер“ за най-добър фентъзи роман
2. Les masques de Wielstadt (2002)
3. Le chevalier de Wielstadt (2004)

### Серия „Париж на чудесата“ (Le Paris des merveilles), първо издание като „Ambremer“
1. Les Enchantements d'Ambremer (2004)
Вълшебствата на Амбремер, изд.: „Изток-Запад“, София (2015), прев. Надка Капралова
2. L'Elixir d'oubli (2004) – награда „Имажинер“ за най-добър фентъзи роман
Еликсирът за забрава, изд.: „Изток-Запад“, София (2018), прев. Надка Капралова
3. Le Royaume immobile (2015)
Неподвижното кралство, изд.: „Изток-Запад“, София (2019), прев. Надка Капралова

### Серия „Остриетата на Кардинала“ (Les Lames du cardinal)
1. Les Lames du cardinal (2007) – награда „Имажинер“ и „Дейвид Гемел“
Остриетата на Кардинала, изд.: „Литус“, София (2015), прев. Георги Цанков
2. L'Alchimiste des ombres (2009)
Алхимикът от сенките, изд.: „Литус“, София (2015), прев. Георги Цанков
3. Le Dragon des arcanes (2010)
Драконът на Арканите, изд.: „Литус“, София (2016), прев. Георги Цанков
4. ролева игра от 2014 г.

### Серия „Върховното кралство“ (Haut-Royaume)
1. Le Chevalier (2013)
Рицарят, изд.: „Литус“, София (2017), прев. Недка Капралова
2. L'Héritier (2014)
Наследникът, изд.: „Литус“, София (2017), прев. Недка Капралова
3. Le Roi (2018)
Кралят, изд.: „Литус“, София (2019), прев. Недка Капралова

в света на Върховното кралство

#### Серия „Върховното кралство – Седемте града“ (Haut-Royaume – Les Sept Cités)
1. Le Joyau des Valoris (2016)
2. Le Serment du Skande (2016)
3. La Basilique d'ombre (2016)